# Збірна Сінт-Мартену з футболу
Не слід плутати зі збірною Сен-Мартену з футболу.
Збі́рна Сінт-Ма́ртена з футбо́лу — національна футбольна команда, що представляє Сінт-Мартен на міжнародних футбольних турнірах і в товариських матчах. Контролюється Футбольною асоціацією Сінт-Мартена. Збірна не є членом ФІФА і тому не може виступати на чемпіонаті світу, але вона грає в чемпіонатах КОНКАКАФ, де вона є однією з найслабших команд.

## Золотий кубок КОНКАКАФ
- 1991 — не брала участі
- 1993 – 1998 — не пройшла кваліфікацію
- 2000 — відмова
- 2002 – 2003 — не брала участі
- 2005 — відмова
- 2007 – 2015 — не брала участі
- 2017 – 2025 — не пройшла кваліфікацію